# Polystira tellea
Polystira tellea é uma espécie de gastrópode do gênero Polystira, pertencente a família Turridae.